# Darda, Kroatien
Darda är en ort i Kroatien.   Den ligger i länet Baranja, i den östra delen av landet, 210 km öster om huvudstaden Zagreb. Darda ligger 86 meter över havet och antalet invånare är 5 420.
Terrängen runt Darda är mycket platt. Runt Darda är det glesbefolkat, med 16 invånare per kvadratkilometer. Närmaste större samhälle är Osijek, 8,6 km söder om Darda. Runt Darda är det i huvudsak tätbebyggt.